# ACS Engineering Au
ACS Engineering Au (nach ISO 4-Standard in Literaturzitaten mit ACS Eng. Au abgekürzt) ist eine zweimonatlich erscheinende Peer Review Fachzeitschrift, die von der American Chemical Society herausgegeben wird. Die Erstausgabe erschien im Oktober 2021. In der Fachzeitschrift werden Artikel über die aktuelle Forschung in den Bereichen Chemietechnik, angewandte Chemie und Energie, die auf großtechnische Produktionsverfahren, Prozesse und Produkte angewendet wird, veröffentlicht.
Aktueller Chefredakteur ist Shelley D. Minteer von der University of Utah (Salt Lake City, Vereinigte Staaten).